# Zabobrze
Zabobrze – część miasta, osiedle mieszkaniowe w Jeleniej Górze, położone nad rzeką Bóbr, wielki zespół mieszkaniowy. Mieszka na nim około 30 tysięcy osób. 
Pierwszą część osiedla, w rejonie ówczesnej ulicy Legnickiej, zaczęto projektować w 1960 r. W 1961 r. zatwierdzono lokalizację terenów pod budownictwo wielorodzinne za rzeką Bóbr, na terenie dawnej wsi Raszyce. Wykonawcą budynków było Jeleniogórskie Przedsiębiorstwo Budownictwa Miejskiego, a gospodarzem Jeleniogórska Spółdzielnia Mieszkaniowa. Pierwsze budynki przy ul. Paderewskiego, powstały w latach 1965-1967. Budowa osiedla, które z biegiem czasu nazwane zostało jednostką Zabobrze I miała charakter doraźny. Miała to być jednostka samodzielna, zamknięta funkcjonalnie i przestrzennie. W 1975 r. rozpoczęto jednak budowę Zabobrza II, natomiast w 1985 r. powstały pierwsze budynki na Zabobrzu III, które - ostatecznie - zakończyły realizację zespołu.
W wyniku ankiety przeprowadzonej wśród mieszkańców miasta, nowe osiedle miało nosić nazwę Osiedla Piastowskiego. Jednak ze względu na to, że nazwa taka została w podobnym czasie wykorzystana w Bolesławcu, Prezydium Miejskiej Rady Narodowej podjęło decyzję o nazwaniu osiedla Zabobrze.  Nazwę zaproponowali w plebiscycie pracownicy Wydziału Zdrowia PMRN oraz, niezależnie, równolegle mieszkaniec Szklarskiej Poręby.
Przez środek osiedla przeprowadzono w latach 70. tzw. obwodnicę północną, ukończoną w roku 2001. Jest to dwujezdniowa droga zbiorcza z estakadą nad linią kolejową nr 274, stanowiąca część drogi krajowej nr 3. Wzdłuż obwodnicy powstały sklepy wielkopowierzchniowe, stacje paliw, restauracje sieciowe. Pod estakadą ukończono budowę przystanku kolejowego.

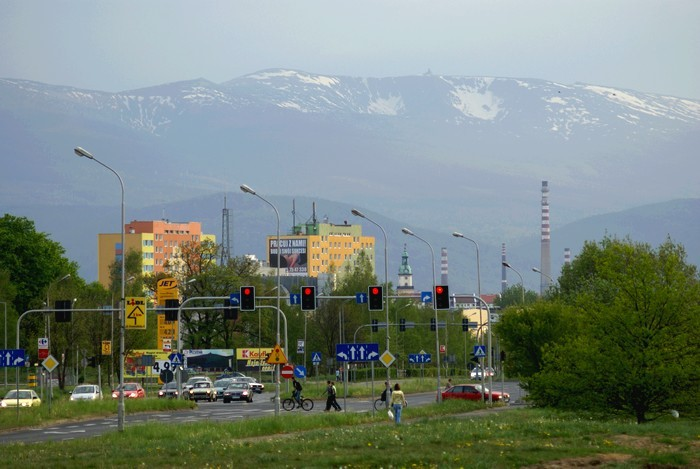
Jelenia Góra - Zabobrze z Karkonoszami w tle

Na osiedlu powstała stosowna infrastruktura socjalna, np. szkoły podstawowe: nr 4 (aktualnie drugi oddział szkoły nr 11), nr 8 (wcześniej SP nr 3) oraz najmłodsza – nr 11, obiekty kultu religijnego. Przy ul. Różyckiego znajduje się bazar. Komunikację miejską ulicami osiedla prowadzi Miejski Zakład Komunikacyjny w Jeleniej Górze. Wzniesiono tu również siedziby instytucji o znaczeniu ogólnomiejskim, np. Zakład Ubezpieczeń Społecznych, Wojewódzkie Centrum Szpitalne Kotliny Jeleniogórskiej, Ośrodek Sportu oraz nową siedzibę Urzędu Skarbowego.